# Norbert Näf

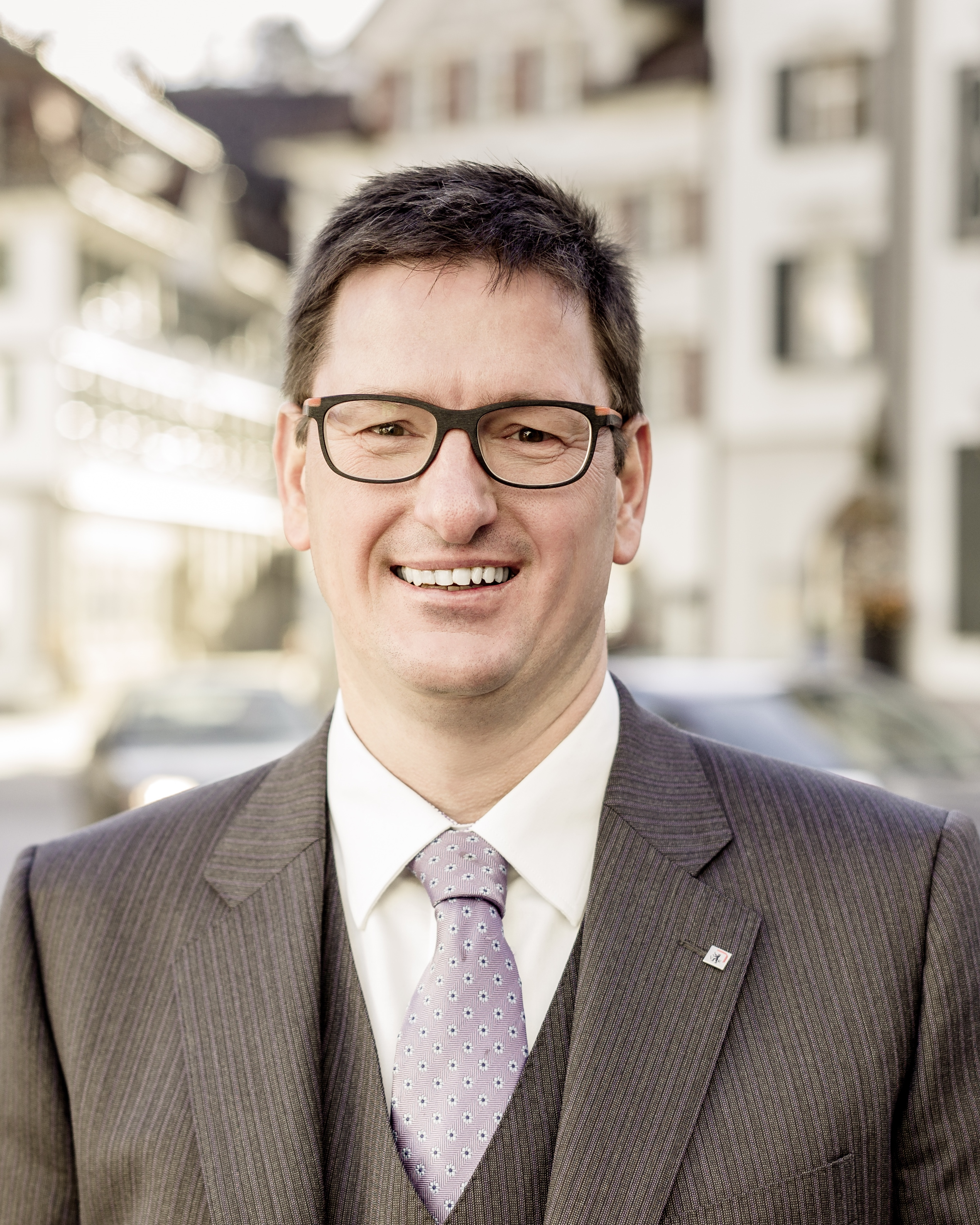
Norbert Näf (2014)

Norbert Näf (* 22. September 1967 in Andwil SG) ist ein Schweizer Politiker (Die Mitte, vormals CVP).

## Leben
Norbert Näf war von 2005 bis 2015 Gemeindepräsident von Heiden sowie von 2007 bis 2017 Mitglied des Kantonsrates von Appenzell Ausserrhoden. Im Kantonsrat gehörte er der CVP/EVP-Fraktion an, die er von 2013 bis 2016 präsidierte. Näf kandidierte für den Regierungsrat des Kantons Appenzell Ausserrhoden bei den Gesamterneuerungswahlen vom 8. März 2015, verlor die Wahl jedoch gegen Alfred Stricker.
Ab 2011 war Näf ehrenamtlicher Präsident des Henry-Dunant-Museums in Heiden, aktuell ist er deren Ehrenpräsident.
Von 2015 bis 2024 war er Gemeindeschreiber von Untereggen. Im Herbst 2018 kandidierte Näf für das Amt des Gemeindepräsidenten in Wittenbach SG, unterlag im 2. Wahlgang dem parteilosen Gegenkandidaten. Er ist Vorstandsmitglied Die Mitte Vorderland AR.
Näf ist Vater dreier Kinder.